# Taça dos Vencedores de Taças de Hóquei em Patins de 1983-84
A Taça dos Vencedores de Taças de Hóquei em Patins de 1983-84 foi a 8.ª edição da Taça das Taças.
O Reus Deportiu venceu o troféu pela primeira vez, derrotando o SL Benfica na final.

## Equipas participantes
| País               | Clube          | Classificação                                |
| ------------------ | -------------- | -------------------------------------------- |
| Alemanha Ocidental | RSC Cronenberg | 2.º lugar da Liga Alemã-Ocidental de 1982/83 |
| Bélgica            | Kurink HC      | Wild Card                                    |
| Espanha            | Reus Deportiu  | Vencedor da Taça do Rei de 1982/83           |
| França             | La Vendéenne   | 2.º lugar da Liga Francesa de 1982/83        |
| Itália             | AFP Giovinazzo | Finalista da Taça de Itália de 1982/83       |
| Países Baixos      | RHC Residentie | 2.º lugar da Liga Neerlandesa de 1982/83     |
| Portugal           | SL Benfica     | Vencedor da Taça de Portugal de 1982/83      |
| Suíça              | Vevey HC       | Vencedor da Taça da Suíça de 1982/83         |

## Jogos

### Fase final
|  | Quartos-de-final | Quartos-de-final    | Quartos-de-final | Quartos-de-final |                |                | Meias-finais | Meias-finais | Meias-finais |  |               | Final | Final | Final |
|  |                  |                     |                  |                  |                |                |              |              |              |  |               |       |       |       |
|  | 1                | Vevey HC            | 1                | 6                |                |                |              |              |              |  |               |       |       |       |
|  | 8                | RSC Cronenberg      | 1                | 9                |                |                |              |              |              |  |               |       |       |       |
|  | 8                | RSC Cronenberg      | 1                | 9                |                | RSC Cronenberg | 5            | 4            |              |  |               |       |       |       |
|  |                  |                     |                  |                  |                | RSC Cronenberg | 5            | 4            |              |  |               |       |       |       |
|  |                  | Reus Deportiu       | 4                | 7                |                |                |              |              |              |  |               |       |       |       |
|  | 4                | Reus Deportiu       | 4                | 7                | La Vendéenne   | 1              | 6            |              |              |  |               |       |       |       |
|  | 4                |                     |                  |                  | La Vendéenne   | 1              | 6            |              |              |  |               |       |       |       |
|  | 5                | Reus Deportiu       | 10               | 27               |                |                |              |              |              |  |               |       |       |       |
|  | 5                | Reus Deportiu       | 10               | 27               |                |                |              |              |              |  | Reus Deportiu | 6     | 5     |       |
|  |                  |                     |                  |                  |                |                |              |              |              |  | Reus Deportiu | 6     | 5     |       |
|  |                  | SL Benfica          | 4                | 4                |                |                |              |              |              |  |               |       |       |       |
|  | 3                | SL Benfica          | 4                | 4                | RHC Residentie | 6              | 1            |              |              |  |               |       |       |       |
|  | 3                |                     |                  |                  | RHC Residentie | 6              | 1            |              |              |  |               |       |       |       |
|  | 6                | AFP Giovinazzo (gf) | 2                | 5                |                |                |              |              |              |  |               |       |       |       |
|  | 6                | AFP Giovinazzo (gf) | 2                | 5                |                | AFP Giovinazzo | 6            | 1            |              |  |               |       |       |       |
|  |                  |                     |                  |                  |                | AFP Giovinazzo | 6            | 1            |              |  |               |       |       |       |
|  |                  | SL Benfica          | 3                | 14               |                |                |              |              |              |  |               |       |       |       |
|  | 2                | SL Benfica          | 3                | 14               | Kurink HC      | 2              | 1            |              |              |  |               |       |       |       |
|  | 2                |                     |                  |                  | Kurink HC      | 2              | 1            |              |              |  |               |       |       |       |
|  | 7                | SL Benfica          | 8                | 21               |                |                |              |              |              |  |               |       |       |       |
|  | 7                | SL Benfica          | 8                | 21               |                |                |              |              |              |  |               |       |       |       |

#### Quartos-de-final
| Equipa 1       | Total  | Equipa 2       | 1.ª Mão | 2.ª Mão |
| -------------- | ------ | -------------- | ------- | ------- |
| Vevey HC       | 7-10   | RSC Cronenberg | 1-1     | 6-9     |
| La Vendéenne   | 7-37   | Reus Deportiu  | 1-10    | 6-27    |
| RHC Residentie | 7-7 gf | AFP Giovinazzo | 6-2     | 1-5     |
| Kurink HC      | 3-29   | SL Benfica     | 2-8     | 1-21    |

#### Meias-finais
| Equipa 1       | Total | Equipa 2      | 1.ª Mão | 2.ª Mão |
| -------------- | ----- | ------------- | ------- | ------- |
| RSC Cronenberg | 9-11  | Reus Deportiu | 5-4     | 4-7     |
| AFP Giovinazzo | 7-17  | SL Benfica    | 6-3     | 1-14    |

#### Final
| Equipa 1      | Total | Equipa 2   | 1.ª Mão | 2.ª Mão |
| ------------- | ----- | ---------- | ------- | ------- |
| Reus Deportiu | 11-8  | SL Benfica | 6-4     | 5-4     |

| Vencedor da Taça das Taças 1983/84 |
| ---------------------------------- |
|                                    |
| Reus Deportiu (1.º título)         |